# Claire Pentecost
Claire Pentecost (* 1956 in Baltimore) ist eine US-amerikanische Fotografin und Installationskünstlerin.

## Leben und Werk
1978 absolvierte Pentecost den Bachelor am Smith College in Northampton und erlangte 1983, nach einem weiterführenden Studium an der Skowhegan School of Painting and Sculpture, den Master am Pratt Institute. Pentecost war von 1988 bis 1989 Teilnehmer des Whitney Independent Study Program. Sie wurde als Professor an die School of the Art Institute of Chicago berufen.
Nach ihrer Auffassung ist ein Künstler jemand, der sich bereit erklärt, in der Öffentlichkeit zu lernen und sieht sich selbst als jemand, die  ihre Projekte mit „Ich weiss nicht“ beginnt. Sie interessiert sich seit langem für Ernährungs- und Agrarpolitik. Pentecost war Teilnehmerin der 13th Istanbul Biennale, 2012 stellte sie auf der dOCUMENTA (13) soil-erg aus.